# لالة ميمونة
لالّة ميمونة قرية مغربية بإقليم القنيطرة الساحلي، شمالي الرباط. تضم بلدة لالة ميمونة في مركزها 12.994، أما الجماعة القروية فتضم 24.833 نسمة (إحصاء 2004).